# Bacbik
A bacbik, bacok vagy cova-tusinok (grúzul ბაცი / bac’i, ბაცბი / bac’bi, წოვა-თუშები / cova-t’ušebi) a Kaukázusban, Kelet-Grúziában, Kahetia vidékén élő kis népcsoport, napjainkra egyetlen bacbi település, Zemo Alvani maradt fenn. Számuk összesen 3400 főre tehető (2000), a többségi grúzságba történő asszimilációjuk előrehaladott. Nyelvük, a mára az otthonokba visszaszorult és írásbeliséggel nem rendelkező bacbi nyelv a csecsennel és az ingussal együtt a kaukázusi nyelvek nah ágába tartozik.
A grúz ortodox vallású bacbik a Kaukázus északi tájairól a 16. században vándoroltak Grúzia északnyugati vidékére, Tushetibe, a Cova-szoros környékére (innen cova-tusin elnevezésük), majd onnan nagyobb részük a 19. században tovább költözött a ma ismert bacbi területre.